# Dăbuleni
Dăbuleni ist eine Kleinstadt im rumänischen Kreis Dolj. Dăbuleni liegt an der Nationalstraße DN54A.

## Geographische Lage
Dăbuleni liegt mitten in einer 800 Quadratkilometer weiten Landschaft, in der trotz ihrer Nähe zur Donau aufgrund von Abholzung und Trockenlegung während der Ceausescu-Diktatur und wegen der globalen Erwärmung kaum mehr Wald- und Feuchtgebiete vorzufinden sind. Die Gegend wird daher in Medien auch als Sahara an der Donau und als rumänische Sahara beschrieben.

## Geschichte
Dăbuleni wurde 1494 erstmals vom walachischen Fürsten Vlad Călugărul (Vlad der Mönch) urkundlich erwähnt.
Die Kleinstadt hat seit 1975 eine Forschungsstation für Pflanzen auf Sandböden, die zwar formal eine öffentliche Einrichtung ist, aber de facto wie ein Landwirtschaftsbetrieb arbeitet, da die Mitarbeiter der Station auf rund 2000 Hektar Nutzpflanzen anbauen, die resistent gegen Trockenheit und Hitze sind und auf Sandböden gut gedeihen, um sie dann zu verkaufen.
2014 vereinbarten die Gemeinden Vaugneray (Frankreich) und Dabuleni wirtschaftliche und kulturelle Zusammenarbeit.
Zwischen 2015 und 2020 wurden aufgrund der Dürre bei Dăbuleni 150 Hektar Akazienwald angepflanzt.